# Football Club Rodina Moscou
O FC Rodina Moscou (em russo:  ФК «Родина» Москва) é um clube de futebol russo de Moscou que joga na  Primeira Divisão Russa, segundo escalão do futebol do país.
O presidente do clube é o empresário Sergey Lomakin.

## História
Foi fundado em 2015 e em 2019 se inscreveria para a Liga Profissional de Futebol (PFL em russo).Naquele mesmo ano, também jogaria pela primeira vez a Copa da Rússia.
Em 2021–22 conquistaria a FNL-2 e subiria pela primeira vez para a Primeira Divisão Russa.O clube também anunciaria nessa temporada o time B para a disputa da FNL-2 de 2022–23.
Na sua primeira participação no segundo escalão, o Rodina conseguiu uma quinta colocação, que lhe fez se classificar para os playoffs de promoção, aonde acabou perdendo para o Nizhny Novgorod no placar agregado de 3-2.

## Treinadores
- Denis Laktionov: 2019–2020
- Alexandre Laktinov: 2021
- Denis Boyarintsev: 2021–22
- Dmitry Parfenov: 2022–2023
- Franc Artiga: 2023–

## Títulos
- Campeão do grupo 3 da FNL-2 1 vez (2021–22)